# Santa Pakenytė
Santa Pakenytė (Šiauliai, 11 dicembre 1991) è una judoka lituana, attiva anche nel sambo.

## Carriera
Vicina alle discipline di lotta sin dall'infanzia, Pakenytė inizia a disputare le prime competizioni già dal 2005 all'età di 14 anni. Nel 2008 arriva il primo successo ai Mondiali di sambo disputati a San Pietroburgo, vincendo una medaglia di bronzo, replicata nel 2011 ai Mondiali di Vilnius. Dal 2012 ha virato la sua carriera maggiormente sul judo, dove è stata per più anni campionessa lituana di categoria. Ha preso parte a 3 edizioni consecutive delle Universiadi, vincendo 3 medaglie, e nel 2016 è riuscita a guadagnarsi il pass per prendere parte ai Giochi olimpici di Rio de Janeiro.

## Palmarès
| Anno | Manifestazione  | Sede           | Evento | Risultato | Note |
| ---- | --------------- | -------------- | ------ | --------- | ---- |
| 2013 | Universiadi     | Kazan'         | +78 kg | 5ª        |      |
| 2014 | Mondiali        | Čeljabinsk     | +78 kg | 9ª        |      |
| 2015 | Mondiali        | Astana         | +78 kg | QF        |      |
| 2015 | Europei         | Baku           | +78 kg | 5ª        |      |
| 2015 | Universiadi     | Gwangju        | +78 kg | Bronzo    |      |
| 2016 | Giochi olimpici | Rio de Janeiro | +78 kg | 9ª        |      |
| 2017 | Universiadi     | Taipei         | +78 kg | Argento   |      |
| 2017 | Universiadi     | Taipei         | Open   | Bronzo    |      |
| 2017 | Mondiali        | Budapest       | +78 kg | 9ª        |      |